# کلیتون بلکمور
کلیتون بلکمور (انگلیسی: Clayton Blackmore؛ زادهٔ ۲۳ سپتامبر ۱۹۶۴) یک بازیکن فوتبال اهل بریتانیا است.
از باشگاه‌هایی که در آن بازی کرده‌است می‌توان به باشگاه فوتبال میدلزبورو، باشگاه فوتبال بریستول سیتی، باشگاه فوتبال بارنزلی، باشگاه فوتبال منچستر یونایتد، و باشگاه فوتبال نوتس کانتی اشاره کرد.